# Paolo Gioli
Pour les articles homonymes, voir Gioli.
Paolo Gioli, né le 12 octobre 1942 à Sarzano, une frazione de  la commune de Rovigo, et mort le 28 janvier 2022 à Lendinara, est un peintre, photographe et réalisateur italien.

## Biographie
Après des premières expériences en peinture, en lithographie et en sérigraphie, Paolo Gioli se tourne à partir de 1968 vers l'exploration de techniques photographiques et cinématographiques.
Déclaré inclassable mais rattaché à l'avant-garde italienne des années 1970 par le Centre Georges Pompidou, souvent qualifié de néo-pictorialiste, il est aussi mis en avant pour son recours à la photographie Polaroid et au sténopé. Il s'inspire de l'œuvre de photographes anciens, tels que Nicéphore Niepce, Thomas Eakins, Julia Margaret Cameron, ainsi que de Étienne-Jules Marey qu'il découvre lors d'une rétrospective au Centre Beaubourg. Il travaille sur Polaroid, en intervenant sur le développement, par des altérations du processus standard et du support photochimique

## Œuvres
Des copies de ses films, ainsi que ses peintures et ses photographies, figurent dans les collections de grands musées comme l'Art Institute of Chicago, Museum of Modern Art de New York,  le Centre Georges Pompidou et le MEP (Maison européenne de la photographie) à Paris. 

### Films
- Film Steneopeio, Commutazione con mutazione, 1969[2]
- Films Stenopeico, 1973-1989[3]
- Hilarisdoppio, 1972-73[2]
- Rothkofilm,  2008[7]